# Edificio Bel Air
El Edificio Bel Air es con 75 metros, el rascacielos más alto de la ciudad de Puerto de la Cruz (Tenerife, Islas Canarias, España). Además, constituye el cuarto edificio más alto de la isla de Tenerife, tras las Torres de Santa Cruz y el Rascacielos de la avenida Tres de Mayo, ambos en Santa Cruz de Tenerife, la capital insular.
Construido en 1960, nació como un hotel de innovación americana. Veinte años más tarde se convirtió en residencial con apartamentos privados.